# 미륵송계로
미륵송계로(Mireuksonggye-ro)는 충청북도 충주시 수안보면 안보사거리에서 제천시 한수면 탄지삼거리을 도로이다.

## 주요 경유지
충청북도
- 충주시 (수안보면) - 제천시 (한수면)

## 노선 경로
| 이름       | 접속 노선 | 소재지 | 소재지                 | 비고 |
| ---------- | --------- | ------ | ---------------------- | ---- |
| 안보사거리 | 수안보로  | 충주시 | 수안보면               |      |
| 대사교     |           | 충주시 | 수안보면               |      |
| 석문교     |           | 충주시 | 수안보면               |      |
| 미륵사교   |           | 충주시 | 수안보면               |      |
| 만수교     |           | 충주시 | 수안보면               |      |
|            | 제천시    | 한수면 |                        |      |
| 와룡교     | 제천시    | 한수면 |                        |      |
| 남문교     | 제천시    | 한수면 |                        |      |
| 망폭교     | 제천시    | 한수면 |                        |      |
| 동창교     | 제천시    | 한수면 |                        |      |
| 송계5교    | 제천시    | 한수면 |                        |      |
| 송계3교    | 제천시    | 한수면 |                        |      |
| 송걔2교    | 제천시    | 한수면 |                        |      |
| 송계1교    | 제천시    | 한수면 |                        |      |
| 탄지삼거리 | 제천시    | 한수면 | 국도 제36호선 (월악로) |      |